# 約翰·阿道夫 (什勒斯維希-霍爾斯坦-戈托普)
約翰·阿道夫（德語：Johann Adolf，1575年2月27日—1616年3月31日），霍爾斯坦-戈托普公爵，1590年至1616年在位。

## 家庭
1596年，約翰·阿道夫與丹麥的奧古斯塔結婚，兩人共有3子3女：
1. 腓特烈三世（1597年—1659年），霍爾斯坦-戈托普公爵
2. 伊莉莎白·索菲（1599年—1627年），薩克森-勞恩堡公爵夫人
3. 阿道夫（1600年—1631年）
4. 多蘿西亞·奧古斯塔（英语：Dorothea Augusta of Schleswig-Holstein-Gottorp）（1602年—1682年）
5. 海德維希（1603年—1657年），普法爾茨-蘇爾茨巴赫伯爵夫人
6. 約翰（英语：John X of Schleswig-Holstein-Gottorp）（1606年—1655年）